# Gonostoma
Gonostoma es un género de peces de la familia Gonostomatidae.

## Descripción
Las especies que conforman al género miden más de 6 cm de longitud con un máximo registrado de 14,4 cm y un peso que oscila los 16,60 g. Son peces delgados con filas de fotóforos a lo largo de la superficie ventral, ojos relativamente diminutos, hocico igual o más largo que la órbita, dientes largos separados por otros más pequeños.

## Distribución
La distribución del género no se conoce con precisión, Gonostoma denudatum está presente en el océano Atlántico oriental y en el mar Mediterráneo, G. atlanticum está presente en la misma zona (pero no en el Mediterráneo) pero se ha encontrado ocasionalmente también en otros océanos. Son peces batipelágicos que alcanzan grandes profundidades que van desde los 100 hasta 1352 m o más.